# Трасса орбиты

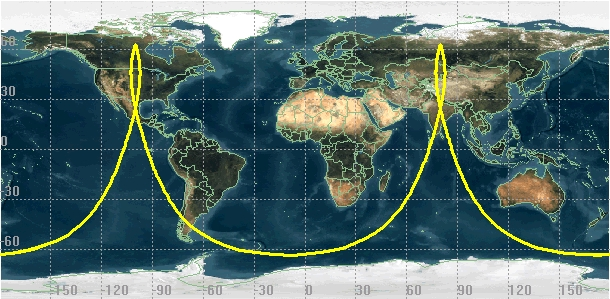
Наземная трасса полусинхронной высокоэллиптической орбиты (Молния-орбита)

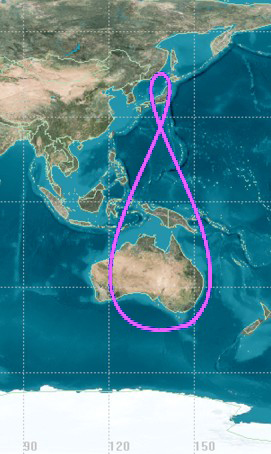
Наземная трасса спутника «QZSS» (синхронная эллиптическая орбита)

Трасса орбиты (наземная трасса орбиты, трасса спутника) — проекция орбиты искусственного спутника Земли на поверхность Земли. Другими словами — трасса движения подспутниковой точки по поверхности Земли.
В зависимости от параметров орбиты спутника трасса его орбиты может принимать разный вид: синусоида, восьмёрка, прямая линия (для спутника с нулевым наклонением орбиты, который всегда летит только над экватором), и т. д.
Также, в зависимости от параметров орбиты, её трасса может повторяться за определённый промежуток времени.
Например, для спутника с периодом обращения, кратным звёздным суткам (то есть 23 часа 56 минут, 11 часов 58 минут, 5 ч. 59 мин и пр. — орбиты суточной кратности), наземная трасса приближённо повторяется каждые сутки.